# Endasys callistus
Endasys callistus är en stekelart som beskrevs av Luhman 1990. Endasys callistus ingår i släktet Endasys och familjen brokparasitsteklar. Inga underarter finns listade i Catalogue of Life.